# Philippine American Football League 2017
La Philippine American Football League 2017 è stata l'8ª edizione del campionato filippino di football americano di primo livello, organizzato per la seconda volta dalla PTFL.

## Squadre partecipanti
| Club                 | Città    | Stadio | Sponsor ufficiale | Risultato nella stagione 2015 |
| -------------------- | -------- | ------ | ----------------- | ----------------------------- |
| Manila Cavemen       | Manila   |        |                   |                               |
| Manila Datu          | Manila   |        |                   |                               |
| Manila Wolves        | Manila   |        |                   |                               |
| Olongapo Warriors    | Olongapo |        |                   |                               |
| San Juan Juggernauts | San Juan |        |                   |                               |

## Stagione regolare

### Calendario

#### 1ª giornata
| 10 settembre 2017 | Manila Cavemen | 24 – 0 | Olongapo Warriors |  |

| 10 settembre 2017 | Manila Wolves | 81 – 0 | San Juan Juggernauts |  |

#### 2ª giornata
| 17 settembre 2017 | Manila Cavemen | 8 – 15 | Manila Wolves |  |

| 17 settembre 2017 | Manila Datu | 27 – 12 | Olongapo Warriors |  |

#### 3ª giornata
| 24 settembre 2017 | Manila Cavemen | 20 – 14 | Manila Datu |  |

| 24 settembre 2017 | Olongapo Warriors | 40 – 0 | San Juan Juggernauts |  |

#### 4ª giornata
| 1º ottobre 2017 | Manila Datu | 58 – 0 | San Juan Juggernauts |  |

| 1º ottobre 2017 | Manila Wolves | 64 – 12 | Olongapo Warriors |  |

#### 5ª giornata
| 15 ottobre 2017 | San Juan Juggernauts | 6 – 46 | Manila Cavemen |  |

| 15 ottobre 2017 | Manila Wolves | 55 – 6 | Manila Datu |  |

### Classifica
La classifica della regular season è la seguente:
- PCT = percentuale di vittorie, G = partite giocate, V = partite vinte,  P = partite perse, PF = punti fatti, PS = punti subiti

| Pos. | Squadra              | PCT   | G | V | N | P | PF  | PS  |
| ---- | -------------------- | ----- | - | - | - | - | --- | --- |
| 1    | Manila Wolves        | 1.000 | 4 | 4 | 0 | 0 | 215 | 26  |
| 2    | Manila Cavemen       | .750  | 4 | 3 | 0 | 1 | 98  | 35  |
| 3    | Manila Datu          | .500  | 4 | 2 | 0 | 2 | 105 | 87  |
| 4    | Olongapo Warriors    | .250  | 4 | 1 | 0 | 3 | 64  | 115 |
| 5    | San Juan Juggernauts | .000  | 4 | 0 | 0 | 4 | 6   | 225 |

## Playoff

### Tabellone
|  | Semifinali | Semifinali        | Semifinali |                |    | II Finale     | II Finale | II Finale |  |
|  |            |                   |            |                |    |               |           |           |  |
|  | 1          | Manila Wolves     | 48         |                |    |               |           |           |  |
|  | 1          | Manila Wolves     | 48         |                |    |               |           |           |  |
|  | 4          | Olongapo Warriors | 8          |                |    |               |           |           |  |
|  | 4          | Olongapo Warriors | 8          |                | 1  | Manila Wolves | 22        |           |  |
|  |            |                   |            |                | 1  | Manila Wolves | 22        |           |  |
|  |            |                   | 2          | Manila Cavemen | 16 |               |           |           |  |
|  | 2          | Manila Cavemen    | 2          | Manila Cavemen | 16 | 6             |           |           |  |
|  | 2          | Manila Cavemen    |            |                |    |               |           |           |  |
|  | 3          | Manila Datu       | 0          |                |    |               |           |           |  |

### Semifinali
| 5 novembre 2017 | Manila Wolves | 48 – 8 | Olongapo Warriors |  |

| 5 novembre 2017 | Manila Cavemen | 6 – 0 | Manila Datu |  |

### Finale II
| 19 novembre 2017 | Manila Wolves | 22 – 16 | Manila Cavemen |  |

## Verdetti
- Manila Wolves Campioni delle Filippine 2017